# Реформістська партія (Нідерланди)
Державна реформатська партія (нід. Staatkundig Gereformeerde Partij, SGP) — нідерландська політична партія. Партія була створена у 1918 році. Партія праці має 2 місця із 75 у першій палаті та 2 місця із 150 у другій палаті Генеральних штатів та 1 місце із 25 виділених для Нідерландів у Європарламенті (входить до фракції Європа за свободу і демократію). Назва «реформатська» вказує не на прихильність партії до політичних реформ, а на підтримку нею Голландської реформатської церкви.

## Історія
Державна реформатська партія була заснована 24 квітня 1918 кількома членами консервативної протестантської Антиреволюційної партії. Вони виступали проти виборчого права для жінок, яке Антиреволюційна партія вважала можливим. Крім того, вони були проти альянсу Антиреволюційної партії з католицькою Генеральною Лігою. Партія брала участь у виборах 1918 року, але не змогла отримати жодного місця.
Після виборів 1922 року партія отримала представництво у парламенті. Членом парламенту став засновник партії Герріт Хендрік Керстен.
Під час Другої світової війни, Керстен співпрацював з нацистськими окупантами та засуджував рух опору. Після війни, йому не було дозволено повернутися до Палати представників.
7 вересня 2005 окружний суд в Гаазі виніс вирок, що партія не може отримувати субсидії від уряду, тому що жінкам було заборонено бути членами партії, проте це рішення було скасоване апеляційним судом. Під час з'їзду партії 24 червня 2006 року було знято заборону на членство жінок.

## Участь у виборах

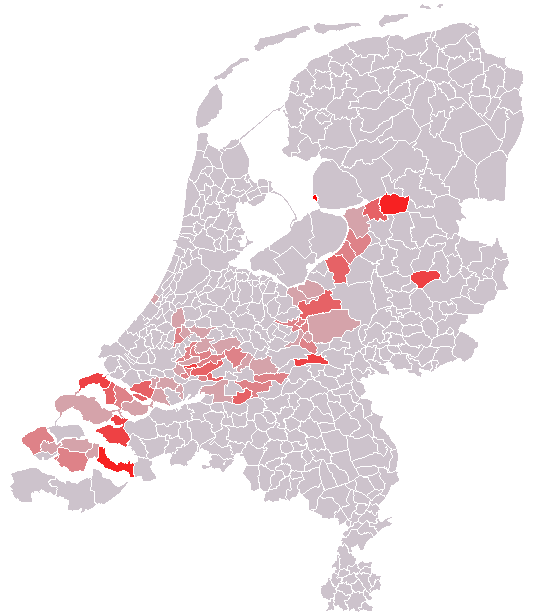
Області, в яких партія отримала значну кількість голосів у 2003 році, багато в чому збігаються з так званим голландським біблійним поясом.

Участь у виборах до другої палати парламенту Нідерландів:
- 1918 рік: 0,39 % — 0 місць
- 1922 рік: 0,91 % — 1 місце
- 1925 рік: 2,03 % — 2 місця
- 1929 рік: 2,27 % — 3 місця
- 1933 рік: 2,51 % — 3 місця
- 1937 рік: 1,94 % — 2 місця
- 1946 рік: 2,14 % — 2 місця
- 1948 рік: 2,37 % — 2 місця
- 1952 рік: 2,42 % — 2 місця
- 1956 рік: 2,26 % — 2 місця (після збільшення парламенту : 3)
- 1959 рік: 2,16 % — 3 місця
- 1963 рік: 2,30 % — 3 місця
- 1967 рік: 2,01 % — 3 місця
- 1971 рік: 2,35 % — 3 місця
- 1972 рік: 2,21 % — 3 місця
- 1977 рік: 2,13 % — 3 місця
- 1981 рік: 1,97 % — 3 місця
- 1982 рік: 1,90 % — 3 місця
- 1986 рік: 1,74 % — 3 місця
- 1989 рік: 1,87 % — 3 місця
- 1994 рік: 1,73 % — 2 місця
- 1998 рік: 1,78 % — 3 місця
- 2002 рік: 1,72 % — 2 місця
- 2003 рік: 1,56 % — 2 місця
- 2006 рік: 1,56 % — 2 місця
- 2010 рік: 1,74 % — 2 місця